# Žetale
Žetale (em alemão:  Schiltern) é um município da Eslovênia. A sede do município fica na localidade de mesmo nome.